# Penionomus
Penionomus Simon, 1903 è un genere di ragni appartenente alla famiglia Salticidae.

## Distribuzione
Delle tre specie oggi note di questo genere ben due sono endemiche della Nuova Caledonia e una del Pakistan.

## Tassonomia
A dicembre 2010, si compone di tre specie:
- Penionomus dispar (Simon, 1889) — Nuova Caledonia
- Penionomus dyali Roewer, 1951 — Pakistan
- Penionomus longipalpis (Simon, 1889)[2] — Nuova Caledonia